# Lingua ixil
L'ixil-maya è una delle 21 diverse lingue maya del Guatemala.

## Storia
Secondo gli studi linguistico-storici è nata come lingua intorno al VI secolo.

## Diffusione
È la lingua principale della comunità ixil dei tre comuni di Chajul, San Juan Cotzal e Santa María Nebaj, dove è parlata con lievi differenze nel vocabolario da un comune all'altro. Vi sono popolazioni migranti di lingua ixil in altre città del Guatemala e negli Stati Uniti.